# Оборотная сторона зеркала
«Оборотная сторона зеркала» (нем. Die Rückseite des Spiegels: Versuch einer Naturgeschichte menschlichen Erkennens) — научно-популярная книга австрийского натуралиста и биолога Конрада Лоренца, лауреата Нобелевской премии по физиологии и медицине (1973). Конрад Лоренц является одним из основоположников науки о поведении животных — этологии. Книга считается одним из лучших образцов популяризации биологических знаний.

## История
Впервые опубликована в 1973 году в Германии, на немецком языке, под названием «Die Rückseite des Spiegels. Versuch einer Naturgeschichte des menschlichen Erkennens».
В 1977 году опубликована на английском языке, под названием «Behind the Mirror: A Search for a Natural History of Human Knowledge».
На русском языке опубликована в 1998 году, в переводе (с немецкого) А. И. Федорова.

## Содержание
Гносеологические пролегомены
1.	Постановка вопроса
2.	Гносеологическая позиция естествоиспытателя, или «гипотетический реализм»
3.	Гипотетический реализм и трансцендентальный идеализм
4.	Идеализм как препятствие для исследования
Глава 1. Жизнь как процесс познания
1.	Положительная обратная связь при получении энергии
2.	Приспособление как приобретение знания
3.	Приобретение текущей не накапливаемой информации
4.	Двойная обратная связь получения энергии и информации
Глава 2. Возникновение новых системных свойств
1.	Недостаточность словаря
2.	Фульгурация
3.	Возникновение единства из многообразия
4.	Одностороннее отношение между уровнями интеграции
5.	Не поддающийся рационализации остаток
Глава 3. Слои реального бытия
1.	Категории бытия Николая Гартмана
2.	Учение Николая Гартмана о слоях реального бытия
3.	Заблуждение, состоящее в построении антагонистических понятий
Глава 4. Процессы приобретения текущей информации
1.	Ограничения функции генома
2.	Регулирующий контур, или гомеостаз
3.	Стимулируемость
4.	Амебоидная реакция
5.	Кинезис
6.	Фобическая реакция
7.	Топическая реакция, или таксис
8.	Врожденный механизм запуска
9.	Свойственное виду импульсивное поведение в смысле Оскара Хейнрота
10.	Другие системы, построенные из врождённых механизмов запуска и инстинктивных движений
11.	Резюме главы
Глава 5. Телеономные модификации поведения
1.	Общие сведения об адаптивной модификации
2.	Свидетельство экспериментальной эмбриологии
3.	Прокладывание пути посредством упражнения
4.	Сенсивитизация
5.	Привыкание
6.	Приучение
7.	Реакции избегания, вызываемые «травмой»
8.	Запечатление
Глава 6. Обратное сообщение об успехе и дрессировка вознаграждением
1.	Новая обратная связь
2.	Минимальная сложность системы
3.	Поиск энграммы
4.	Врождённые наставники
5.	Модифицируемые подсистемы и их адаптивная изменчивость
6.	Условная реакция, причинность и преобразование силы
7.	Моторное обучение
8.	Приспособление механизмов обучения под селекционным давлением их функций
Глава 7. Корни понятийного мышления
1.	Интегрированные частичные функции
2.	Абстрагирующая функция восприятия
3.	Понимание и центральное представление пространства
4.	Понимание и обучение
5.	Произвольное движение
6.	Любознательное поведение и самоисследование
7.	Подражание
8.	Традиция
9.	Резюме главы
Глава 8. Человеческий дух
1.	Единственность человека
2.	Наследование приобретённых признаков
3.	Духовная жизнь как сверхличное явление
4.	Социальное конструирование того, что считается верным
Глава 9. Культура как живая система
1.	Аналогии между филогенетическим и культурным развитием
2.	Филогенетические основы развития культуры
3.	Возникновение и дивергентное развитие видов и культур
Глава 10. Факторы, сохраняющие постоянство культуры
1.	Способность к развитию как состояние равновесия
2.	Привычка и так называемое магическое мышление
3.	Подражание и следование образцу
4.	Поиск принадлежности
5.	Образование ритуалов в эволюции видов
6.	Образование ритуалов в истории культуры
Глава 11. Функции, служащие для разрушения постоянства культуры
1.	Длительная открытость миру и любознательность
2.	Стремление к новшествам в юности
Глава 12. Образование символов и язык
1.	«Сгущение» символических значений
2.	Символ группы
3.	Языковая символизация
Глава 13. Бесплановость культурного развития
1.	Аффективные сопротивления
2.	Эволюционное рассмотрение развития культуры
Глава 14. Колебание как когнитивная функция
1.	Физическое и физиологическое колебание
2.	Псевдотопотаксис
3.	Чередование «гипертимного» и «гипотимного» настроения
4.	Колебания общественного мнения
Глава 15. Оборотная сторона зеркала
1.	Ретроспективный взгляд
2.	Значение естественной науки, изучающей познавательные функции